# Widmo optyczne

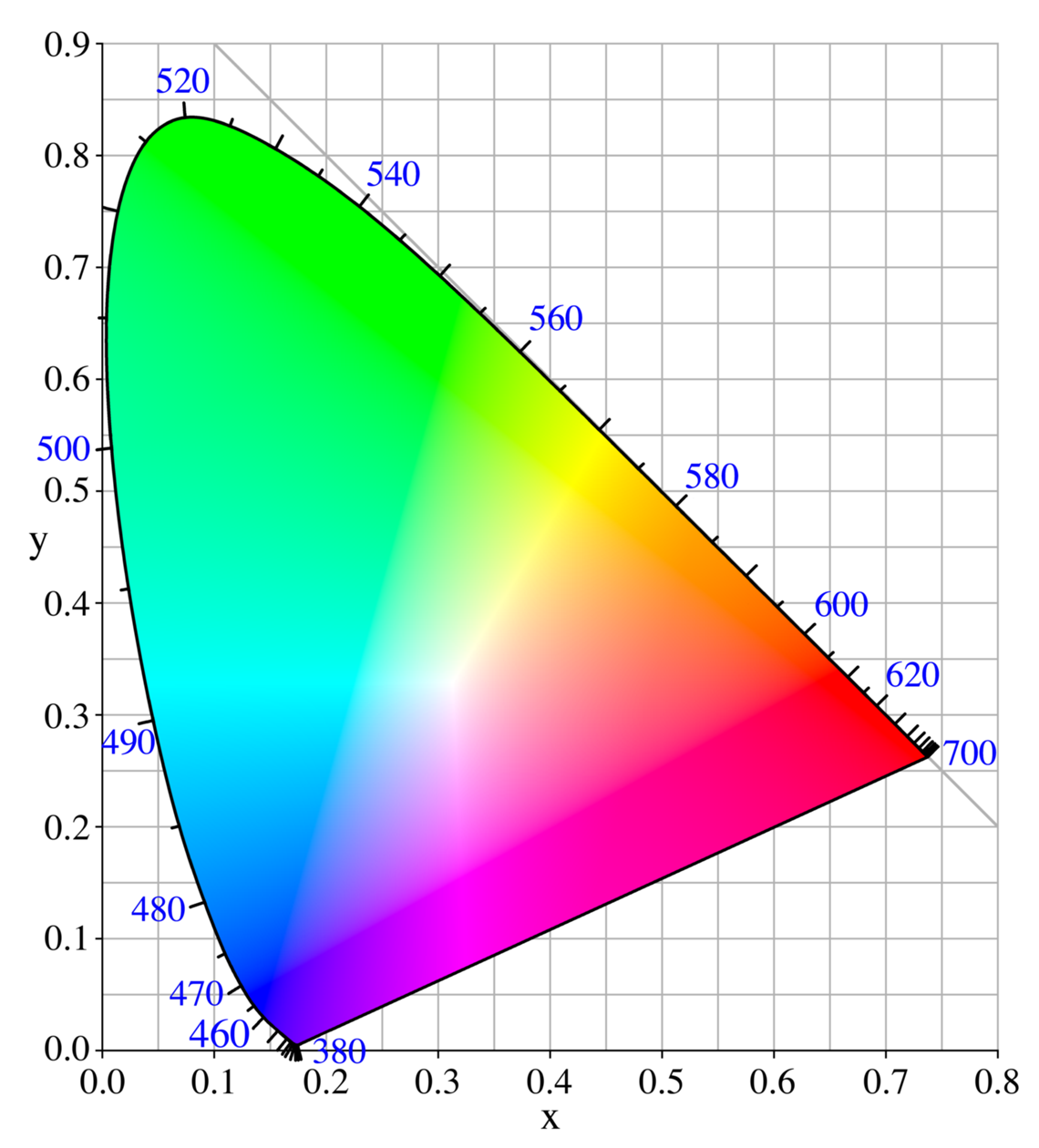
Przestrzeń barw

Widmo optyczne (spektrum) – obraz uzyskany w wyniku rozłożenia światła niemonochromatycznego na składowe o różnych długościach fal (różnych barwach), np. za pomocą pryzmatu lub siatki dyfrakcyjnej.
Widmo optyczne może być:
- emisyjne – powstałe w wyniku rozszczepienia światła emitowanego bezpośrednio ze źródła
- absorpcyjne – powstałe po rozszczepieniu światła, które przeszło przez ośrodek selektywnie absorbujący światło
- odbiciowe – powstałe w wyniku rozszczepienia światła, które wcześniej zostało selektywnie odbite

Widmo optyczne liniowe ma postać jasnych, barwnych prążków na ciemnym tle (emisyjne) lub ciemnych prążków na tle widma ciągłego (absorpcyjne). Na podstawie analizy widma optycznego można stwierdzić obecność pierwiastków chemicznych i związków chemicznych, gdyż emitują lub absorbują one światło, powodując powstanie charakterystycznych linii lub pasm w widmach optycznych. Analizowaniem tego rodzaju widm zajmuje się spektroskopia.

## Nazwy barw czystych
Wyliczenie barw czystych: najdłuższym falom odpowiada barwa czerwona, następnie pomarańczowa, żółtawopomarańczowa (barwa żółta odpowiada niemal ściśle określonej częstotliwości), zielonożółta, żółtozielona, żółtawozielona, zielona, niebieskozielona, zielonkawoniebieska, niebieska, fioletowa, a najkrótszym falom barwa purpurowoniebieska. Mieszaninie fal najdłuższych i najkrótszych odpowiadają (według malejącego udziału fal krótkich): barwa purpurowa, czerwonawopurpurowa, czerwonopurpurowa, purpurowoczerwona, i wreszcie dla dosyć dużego udziału fal długich barwa czerwona. Poza tym barwa różowa to rozjaśniona czerwona i purpurowoczerwona, a purpuroworóżowa to rozjaśniona czerwonopurpurowa.